# Little York (Indiana)
Little York is een plaats (town) in de Amerikaanse staat Indiana, en valt bestuurlijk gezien onder Washington County.

## Demografie
Bij de volkstelling in 2000 werd het aantal inwoners vastgesteld op 185.
In 2006 is het aantal inwoners door het United States Census Bureau geschat op 188, een stijging van 3 (1,6%).

## Geografie
Volgens het United States Census Bureau beslaat de plaats een oppervlakte van
2,5 km², geheel bestaande uit land. Little York ligt op ongeveer 174 m boven zeeniveau.

## Plaatsen in de nabije omgeving
De onderstaande figuur toont nabijgelegen plaatsen in een straal van 24 km rond Little York.